# Álvaro Pacheco Seré
Álvaro Pacheco Seré (Montevideo, 10 de febrero de 1935 - Ib., 6 de enero de 2006) fue un abogado y político uruguayo.

## Biografía
Graduado como abogado en la Universidad de la República en 1961, ejerció la docencia en la Facultad de Ciencias Económicas entre 1962 y 1968. Asimismo, impartió docencia jurídica en institutos militares.
Asesor letrado en la Administración Pública entre 1963 y 1972. Ejerció el cargo de Prosecretario (1972-1973) y después Secretario (1973-1976) de la Presidencia de la República en el gobierno de Juan María Bordaberry; tuvo muchísima influencia en su pensamiento. Cuando este último propuso en 1976 disolver para siempre los partidos políticos, Pacheco Seré fue uno de los únicos en apoyarlo.
Experto en temas genealógicos, integró el Instituto de Estudios Genealógicos del Uruguay, en cuyo marco realizó varias investigaciones.
Fue socio profesional de Julio María Sanguinetti; con el mismo fue coautor de La nueva Constitución (1971). Autor también de La identidad nacional y el poder político (1987).
Perteneció a la Sociedad de Estudios Tradicionalistas «Juan Vázquez de Mella», órgano de la Hermandad Tradicionalista Carlos VII, una asociación con miembros en Argentina y Uruguay vinculada a la Comunión Tradicionalista.